# Gelignita

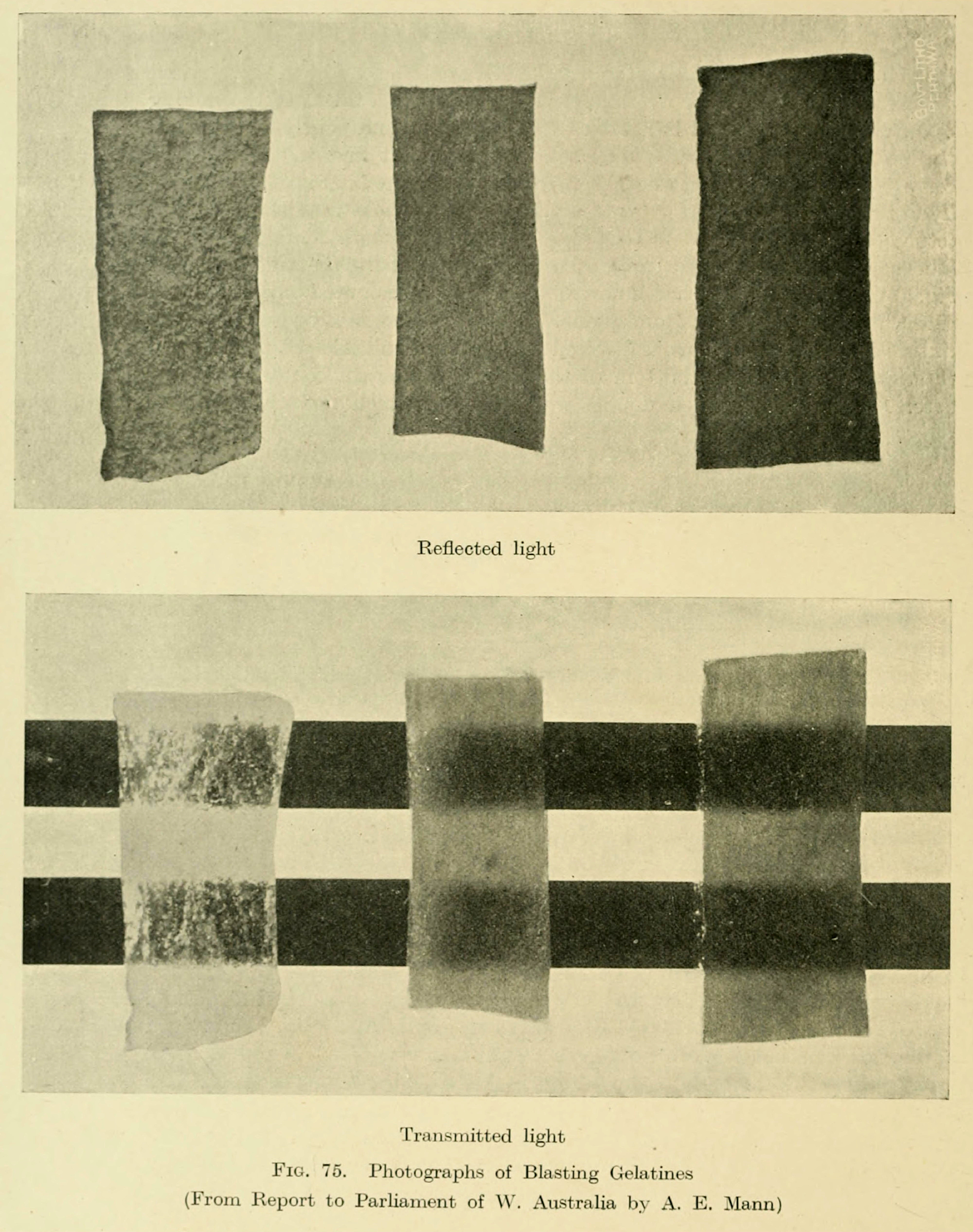
Exemplos de gelignita.

A gelignita (/ ˈdʒɛlɪɡnaɪt /), também conhecida como gelatina explosiva ou simplesmente "gelatina", é um material explosivo que consiste em algodão-colódio (um tipo de nitrocelulose ou guncotton) dissolvido em nitroglicerina ou nitroglicol e misturado com polpa de madeira e salitre (nitrato de sódio ou nitrato de potássio).
A gelignita foi inventada em 1875, pelo químico sueco Alfred Nobel, que também inventou a dinamite. É mais estável que a dinamite, mas ainda pode sofrer de "suor" ou lixiviação da nitroglicerina. A sua composição a torna facilmente moldável e segura de manusear sem proteção, desde que não esteja próximo de nada capaz de detoná-la.
Um dos explosivos mais baratos, ele queima lentamente e não pode explodir sem um detonador, portanto, pode ser armazenado com segurança.
No Reino Unido, um certificado de explosivos, emitido pelo Chefe da Polícia local, é necessário para a posse de gelignita. Devido ao seu amplo uso civil em pedreiras e mineração, tem sido historicamente usado por grupos terroristas como o Exército Republicano Irlandês Provisório e a Força Voluntária do Ulster, que frequentemente usava gelignite como reforço em explosivos.

## Frangex
A década de 1970 viu a Irish Industrial Explosives Limited produzir anualmente 6.000 toneladas de Frangex, uma gelignita comercial destinada ao uso em minas e pedreiras. Foi produzido na maior fábrica de explosivos da Irlanda em Enfield, County Meath. Os Gardaí e o Exército irlandês patrulharam a área, impedindo que o IRA tivesse acesso direto.
Porém, indiretamente, o Exército Republicano Irlandês Provisório (PIRA) adquiriu quantidades do material. No momento de sua prisão 3,5 kg (8 lb) foram encontrados na posse de Patrick Magee e 300 kg (660 lb) descobertos em um caminhão-tanque sequestrado em janeiro de 1976.
O voluntário do PIRA, mais tarde informante, Sean O'Callaghan estimou que 11 kg (25 lb) de Frangex mataria todos em um raio de 18 metros (60 pés). O Real IRA (RIRA) também adquiriu a Frangex e, em dezembro de 2000, oitenta bastões foram descobertos em uma fazenda em Kilmacow, County Kilkenny, perto de Waterford.
No início de 1982, o Exército de Libertação Nacional da Irlanda roubou 450 kg (1.000 lb) de explosivos comerciais Frangex das minas de Tara no condado de Tipperary, permitindo que a organização intensificasse sua campanha de bombardeio. O INLA realizou seu ataque mais mortal em dezembro de 1982 com o bombardeio da discoteca Droppin 'Well em Ballykelly, Condado de Londonderry, que atendia a militares britânicos, no qual 11 soldados em licença e 6 civis foram mortos. Uma bomba, estimada em 2,5 a 4,5 kg (5 a 10 lb) de explosivo Frangex, pequena o suficiente para caber em uma bolsa, foi deixada ao lado de um pilar de suporte e quando explodiu derrubou o telhado.